# La Patrouille de l'aube (roman)
Pour les articles homonymes, voir La Patrouille de l'aube.
La Patrouille de l'aube (titre original : The Dawn Patrol) est un roman policier de Don Winslow publié en 2008 aux États-Unis puis traduit en français et publié en 2010.

## Résumé
Boone Daniels est un détective privé, amateur de surf. Ou plutôt un surfeur qui gagne sa vie en exerçant la profession de détective privé. Une enquête sur le décès d'une stripteaseuse va bouleverser ses habitudes et finalement sa vie.

## Éditions
- The Dawn Patrol, William Heinemann, 5 juin 2008, 320 p.  (ISBN 978-0434017362)
- La Patrouille de l'aube, Le Masque, 6 janvier 2010, trad. Frank Reichert, 380 p.  (ISBN 978-2702434444)
- La Patrouille de l'aube, Le Livre de poche, coll. « Policier » no 32327, 7 septembre 2011, trad. Frank Reichert, 480 p.  (ISBN 978-2253157168)